# Austrobuxus brevipes
Austrobuxus brevipes là một loài thực vật có hoa trong họ Picrodendraceae. Loài này được Airy Shaw mô tả khoa học đầu tiên năm 1978.